# Alexander Phoebus Dionysiou Mourelatos
Alexander Phoebus Dionysiou Mourelatos, meist Alexander P. D. Mourelatos, griechisch Αλέξανδρος Φοίβος Διονυσίου Μουρελάτος (* 1936 in Athen) ist ein US-amerikanischer Philosophiehistoriker griechischer Herkunft.

## Leben
Mourelatos besuchte das Athens College, eine zehnjährige amerikanische Schule in Athen. Mit einem Stipendium der Yale University kam er in die USA. In Yale erwarb er 1964 seinen Ph.D. mit einer Dissertation über The Philosophy of Parmenides und arbeitete zwei Jahre als instructor. Während eines Stipendiums am Institute for Research in the Humanities an der Universität von Wisconsin, Madison (1964/1965), an dem er mit Friedrich Solmsen arbeitete, nahm er 1965 eine Professur an der University of Texas at Austin an. Einer seiner Schüler war dort Carl A. Huffman.
Zwei Jahre später war er Fellow am Institute for Advanced Study in Princeton, New Jersey (1967–1968), wo er mit Harold Cherniss arbeitete. Gleichzeitig besuchte er Seminare von Gregory Vlastos und David J. Furley an der Princeton University. Nach dem Vorbild von Gregory Vlastos’ Verbindung von antiker Philosophie und classics begründete Mourelatos später als Professor für Philosophie und Altphilologie das Joint Classics–Philosophy Graduate Program in Ancient Philosophy an der University of Texas at Austin.
Es folgten Fellowships des National Endowment for the Humanities (1968 und 1982/1983) und des American Council of Learned Societies (1973/1974) sowie am Center for Hellenic Studies, Washington, DC (1973–1974). Er war Visiting Professor am Carleton College (1974) und Visiting Fellow an der Australian National University (1978 und 1991). Einen Höhepunkt bildete die John Simon Guggenheim Fellowship (1988/1989). Schließlich lud ihn die Universität Kreta mehrfach als Visiting Professor ein (1998, 2000, 2001). Inzwischen ist Mourelatos emeritiert.

## Auszeichnungen
- Ehrendoktorat der Universität Athen, 1994
- Korrespondierendes Mitglied der Akademie von Athen, seit 1999
- Ehrendoktorat der Universität Kreta, 2017[1]

## Forschungsschwerpunkte
Mourelatos beschäftigte sich mit der antiken Philosophie, hauptsächlich mit den Vorsokratikern und mit Parmenides sowie dessen Sicht auf seine ionischen Vorgänger, veröffentlichte aber auch von der antiken Metaphysik und Sprachphilosophie bis hin zur Astronomie und Meteorologie zahlreiche Aufsätze.

## Schriften (Auswahl)
- The Route of Parmenides. Yale UP 1974.
- (Hrsg.): The Pre-Socratics: A Collection of Critical Essays. Doubleday 1974, ND Princeton University Press 1993.